# Луиза Штольберг-Гедернская (1764)
Луиза Штольберг-Гедернская (13 октября 1764—24 мая 1828(по др. данным — 1834), Карлсруэ Верхняя Силезия) — в первом браке —герцогиня Саксен-Мейнингенская, во втором — принцесса Вюртембергская. Из рода Штольбергов. Дама Большого креста ордена Святой Екатерины (1796).

## Биография
Луиза была единственной дочерью принца Кристиана Карла Штольберг-Гедернского (1725—1764) и графини Элеоноры Рейсс-Лобенштейнской (1736—1782). Отец принцессы был генерал-фельдцейхмейстером и скончался в июле 1764 года ещё до рождения дочери. Воспитанием Луизы и её брата Карла Генриха (1761—1804) занималась мать.
5 июня 1780 года в Гедерне пятнадцатилетняя Луиза стала супругой Карла Саксен-Мейнингенского (1754—1782), сына герцога Антона Ульриха и Шарлотты Амалии Гессен-Филипстальской, которая была регентом и фактическим правителем герцогства. Брак продлился всего два года и остался бездетным. Герцогский титул унаследовал младший брат Карла Георг, а герцогиней стала кузина Луизы — принцесса Луиза Элеонора, дочь Каролины Штольберг-Гедернской (1732—1796) и князя Кристиана Альбрехта Гогенлоэ-Лангенбургского (1726—1789).

21 января 1787 года в Мейнингене герцогиня Луиза вышла замуж вторично за Евгения Фридриха Генриха Вюртембергского, одного из сыновей вюртембергского герцога Фридриха Евгения и Фридерики Доротеи Софии Бранденбург-Шведтской. Принц приходился братом будущей российской императрице Марии Фёдоровне. При восшествии на престол императора Павла семья Евгения Фридриха была осыпана царскими милостями. Старший сын Луизы, Евгений, писал в своих воспоминаниях:
Приезд фельдъегеря встревожил не только меня, но и всех жителей Карлсруэ. Его прибытие было вызвано вступлением на престол императора Павла, который свидетельствовал своё постоянное благоволение к отцу моему пожалованием меня в полковники русской службы. Фельдъегерь привез, с тем вместе, матери моей алмазные знаки ордена св. Екатерины.
Принцесса Луиза скончалась 24 мая 1828 года (по другим данным — 1834) в Карлсруэ и похоронена на местном кладбище.

## Потомки
У Луизы и Евгения Фридриха родилось пятеро детей:
- Евгений (8 января 1788 — 16 сентября 1857), был женат на Матильде Вальдек-Пирмонтской, затем — на Елене Гогенлоэ-Лангенбургской;
- Луиза (4 июня 1789 — 16 июня 1851), была замужем за Августом Гогенлоэ-Эрингеном (1784—1853);
- Георг Фердинанд (15 июня 1790 — 25 декабря 1795);
- Генрих (13 декабря 1792 — 28 ноября 1797);
- Пауль (25 июня 1797 — 25 ноября 1860), был женат на Марии Софии Доротее Турн-и-Таксис (1800—1870), дочери князя Карла Александра Турн-и-Таксиса.

## Награды
- Орден Святой Екатерины (1 степени)[8].